# Rosalynn Carter
Pour les articles homonymes, voir Carter.
Rosalynn Eleanor Smith Carter, née le 18 août 1927 à Plains (Géorgie) et morte dans la même ville, le 19 novembre 2023, est une militante des droits de l'homme américaine et, en sa qualité d'épouse du 39e président des États-Unis, Jimmy Carter, la Première dame des États-Unis du 20 janvier 1977 au 20 janvier 1981.

## Biographie

### Jeunesse et famille
Rosalynn Smith naît le 18 août 1927 à Plains en Géorgie, dans la même petite ville que son futur mari, Jimmy Carter, de trois ans son aîné. Elle est la fille aînée de Frances Allethea « Allie » Murray (1905-2000), enseignante, couturière et employée des postes, et de Wilburn Edgar Smith (1896-1940), mécanicien automobile, conducteur de bus et fermier. Ses deux frères sont William Jerrold Jerry Smith (1929–2003), ingénieur, et Murray Lee Smith (1932–2003), professeur, tandis que sa sœur Allethea (Smith) Wall (née en 1936) devient courtier immobilier. Les familles Smith et Carter sont amies.
Rosalynn Smith épouse Jimmy Carter le 7 juillet 1946. Ensemble, ils donnent naissance à quatre enfants : John, né en 1947, James, né en 1950, Jeffrey, né en 1952 et Amy, née en 1967.

### Premiers engagements politiques (1962-1971)
Lorsque Jimmy Carter est élu au Sénat de Géorgie en 1962, Rosalynn devient politiquement active et se consacre à la Commission d'aides aux handicapés mentaux, s'engage aussi comme volontaire à l'hôpital d'Atlanta et devient présidente d'honneur des Special Olympics de Géorgie, organisation sportive dédiée aux personnes atteintes de déficience mentale.

### Première dame de Géorgie (1971-1975)
Dès 1963, année où son mari Jimmy Carter siège au Sénat de Géorgie, Rosalynn est politiquement active. En 1971, en qualité de Première dame de Géorgie, dont son mari devient le gouverneur, elle est nommée à la Commission d'aides aux handicapés mentaux. La Commission présente à cette période plusieurs recommandations au gouverneur Carter, dont beaucoup seront finalement approuvées et sont depuis devenues des lois. Elle s'engage également comme volontaire à l'hôpital d'Atlanta et, pendant quatre ans, est la présidente d'honneur des Special Olympics de Géorgie, compétition sportive consacrée aux enfants ou adultes touchés par une déficience mentale. Revenant plus tard sur son bilan en tant que Première dame de Géorgie, elle dira que ses actions en faveur des enfants handicapés mentalement sont celles dont elle est la plus fière.
En 1975, pendant qu'elle faisait campagne à travers le pays pour son mari qui est candidat à l'élection présidentielle, Rosalynn Carter est élue au conseil d'administration de l'Association nationale de la santé mentale.
En 1976, Rosalynn Carter reçoit de la National Organization for Women une distinction au mérite pour son soutien vigoureux à l'Equal Rights Amendment, consacrant l'égalité des droits entre hommes et femmes. Cet amendement n'a cependant pas été adopté.

### Première dame des États-Unis (1977-1981)
Pendant l'administration de son mari, Rosalynn soutient les politiques publiques de son mari aussi bien que sa vie sociale et personnelle. Elle joue un rôle décisif, politique et diplomatique, dépassant la dimension symbolique de son statut.
Afin de changer par rapport à ses prédécesseuses, elle assiste aux réunions du cabinet à l'invitation du président. L'idée de sa présence serait venue d'une suggestion de son mari après qu'elle a commencé à l'interroger sur un fait divers.
Lors de l'ouverture du programme d'échange culturel « Friendship Force International », le 1er mars 1977 à la Maison-Blanche, elle en est devenue présidente honoraire, poste qu'elle a occupé jusqu'en 2002.
Lorsque le président Jimmy Carter a commencé à perdre de sa popularité, sa femme a conseillé à Gerald Rafshoon, un producteur de télévision, d'être nommé directeur des communications de la Maison-Blanche et d'avoir des personnalités médiatiques clés dans la résidence présidentielle lors de « discussions informelles, confidentielles et approfondies sur les problèmes ».

### Engagement ministériel

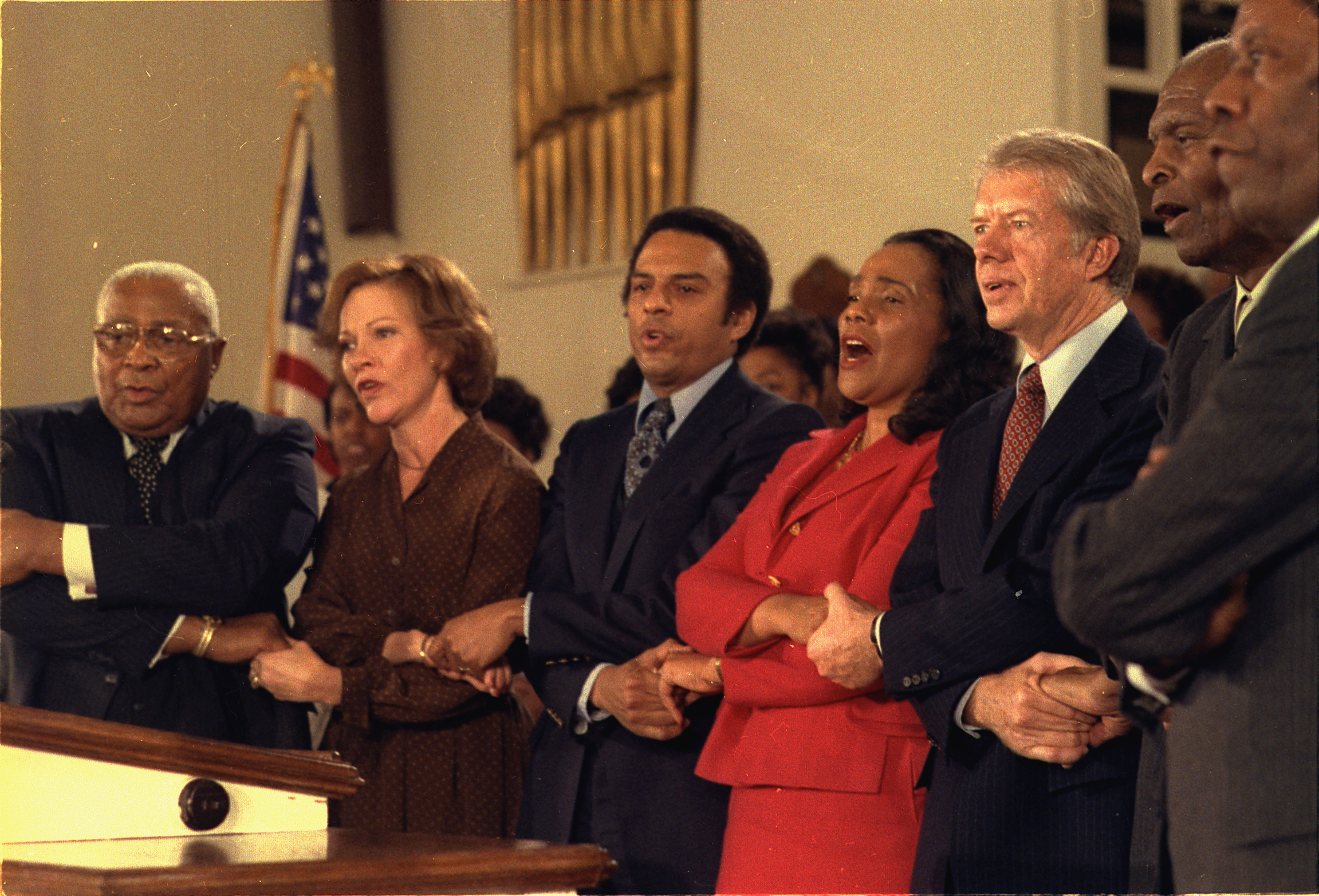
Martin Luther King Sr., Rosalynn Carter, Andrew Young, Coretta Scott King, et le président Jimmy Carter à l'Église baptiste Ebenezer d’Atlanta en 1979.

En décembre 2006, elle est ordonnée diacre à l’Église baptiste Maranatha de Plains (Géorgie) .

### Problèmes de santé, mort et funérailles
Le 30 mai 2023, sa famille annonce qu'elle est atteinte de démence, plus précisément de troubles neurodégénératifs, mais qu'elle continue à vivre « heureuse, chez elle avec son mari », selon les termes du communiqué ; cette annonce fait suite à la déclaration plus tôt dans l'année de la fondation Carter, qui indique que son mari reçoit désormais des soins palliatifs à domicile.
Le 17 novembre 2023, la Fondation Carter annonce qu’elle entre également en soins palliatifs. Rosalynn Carter meurt dans l'après-midi du 19 novembre 2023 à l'âge de 96 ans, devenant la deuxième Première dame à avoir vécu le plus longtemps, après Bess Truman,. Lui survivent son mari, ses quatre enfants, onze petits-enfants et quatorze arrière-petits-enfants.
Le 28 novembre 2023, un service religieux en hommage à la défunte est célébré au Glenn Memorial United Methodist Church à l'université Emory au nord-est d'Atlanta. Sont présents la famille de la défunte, dont son mari Jimmy Carter, qui bénéficie de soins hospitaliers à domicile, et ses descendants. Dans l'assistance, figurent le président Joe Biden, la Première dame Jill Biden, l'ancien président Bill Clinton, ainsi que les anciennes Premières dames Melania Trump, Michelle Obama, Laura Bush et Hillary Clinton.
Des funérailles privées ont lieu à l’Église baptiste Maranatha de Plains (Géorgie) le 29 novembre 2023, suivies de son inhumation dans sa résidence pour la famille et les amis .

## Vie privée et famille

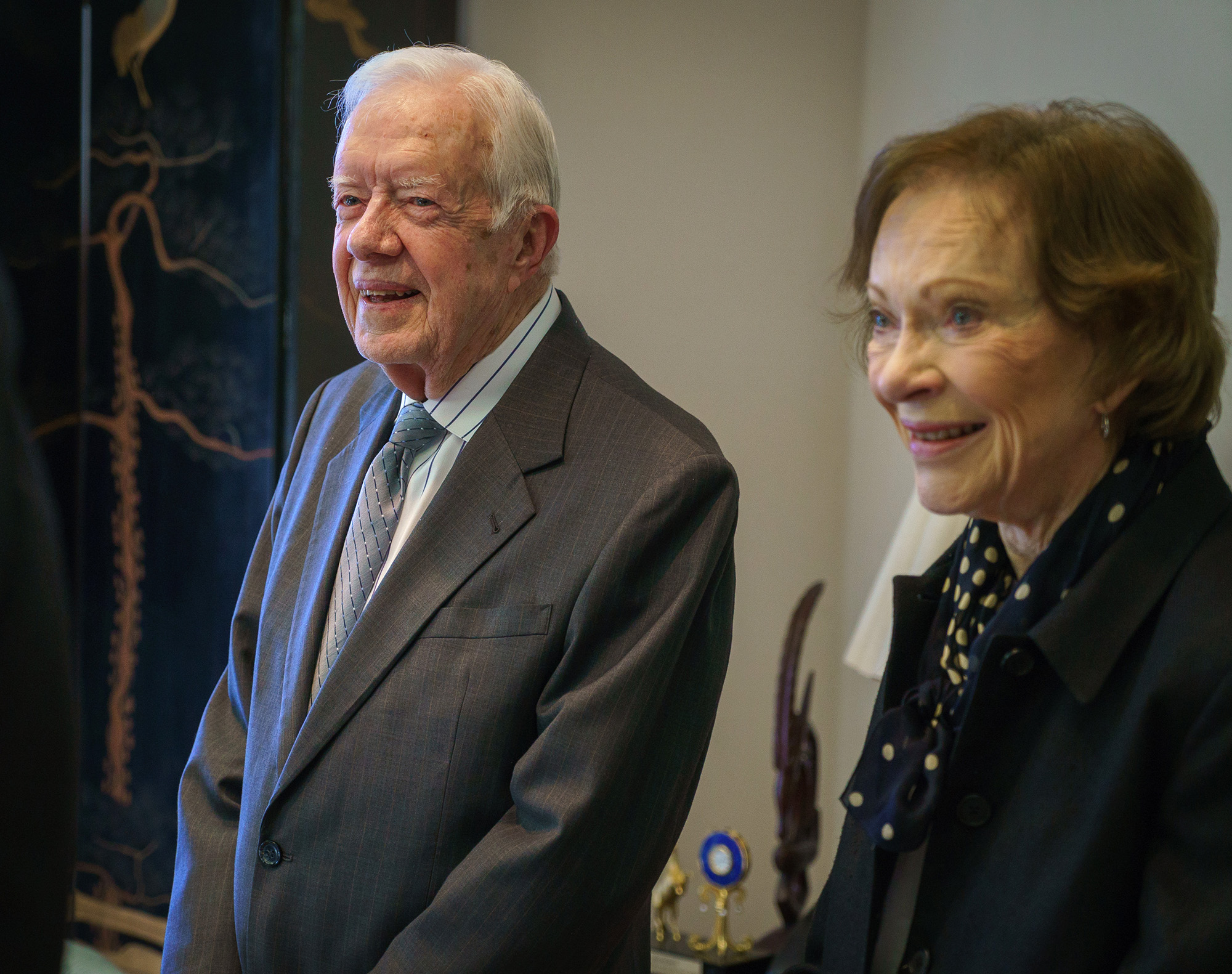
Jimmy et Rosalynn Carter en 2016.

Le 7 juillet 1946, elle se marie avec Jimmy Carter, qu'elle a rencontré un an plus tôt ; ils ont ensemble quatre enfants :
- John William Carter dit Jack Carter (1947-) ;
  - Jason James Carter (en) (1975-), élu au Sénat de Géorgie (2010-2015)[21] ;
    - Henry Lewis Carter (2006-) ;
    - Thomas Clyde Carter (2008-) ;

  - Sarah Rosemary Carter  (1978-) ;
    - Josephine Beverly Murphy (2009)
- James Earl « Chip » Carter III (1950-) ;
  - James Earl Carter IV (1977-) ;
  - Margaret Alicia Carter (1987-) ;
    - Alicia Carter (2009) ;
- Jeffrey Donnel Carter (1952-) ;
  - Joshua Jeffrey Carter (1984-) ;
    - Charles Carter ;
    - Jonathan Carter ;

  - Jeremy Davis Carter (1987-2015) ;
  - James Carlton Carter (1991-) ;
- Amy Lynn Carter (1967-) ;
  - Hugo James Wentzel (1999-) ;
  - Errol Carter Kelly (2011-).

## Publications
- First Lady from Plains (autobiographie), 1994  (ISBN 978-1-55728-355-9)
- Everything to Gain: Making the Most of the Rest of Your Life (avec Jimmy Carter), 1987  (ISBN 1-55728-388-5)
- Helping Yourself Help Others: A Book for Caregivers (avec Susan K. Golant), 1994  (ISBN 0-8129-2591-2)
- Helping Someone with Mental Illness: A Compassionate Guide for Family, Friends, and Caregivers (avec Susan K. Golant), 1998  (ISBN 0-8129-2898-9)
- Within Our Reach: Ending the Mental Health Crisis (avec Susan K. Golant and Kathryn E. Cade), 2010  (ISBN 978-1-59486-881-8)

## Hommages, distinctions et récompenses
- 1999 :  Médaille présidentielle de la Liberté[7].
- 2001 : Troisième Première dame inscrite au National Women's Hall of Fame[22].

Rosalynn Carter reçoit plusieurs récompenses, parmi lesquelles :
- 1988 : Dorothea Dix Award de la Mental Illness Foundation.
- 1996 : Jefferson Awards for Public Service.
- 2000 : Sarnat Prize de l'Académie nationale de médecine.
- 2009 : American Peace Award, conjointement avec son mari.

Rosalynn Carter reçoit plusieurs grades honoraires des institutions suivantes  :
- 1987 : Docteur en droit de l'Université de Notre-Dame-du-Lac.
- 1991 : Docteur ès Lettres de l'Université Emory.
- 2001 : L.H.D. de la Georgia Southwestern State University.
- 2012 : Degré honoraire de l'Université Queen's.